# Ennomos clara
Ennomos clara là một loài bướm đêm trong họ Geometridae.